# دانيال فوكس
دانيال فوكس (بالإنجليزية: Daniel Fox) هو سباح أسترالي، ولد في 21 مايو 1991 في كوينزلاند في أستراليا.

## روابط خارجية
- دانييل فوكس على موقع Paralympic.org (الإنجليزية)
- دانييل فوكس على موقع IPC.InfostradaSports.com (مؤرشف) (الإنجليزية)
- دانييل فوكس على موقع اللجنة البارالمبية الأسترالية (الإنجليزية)